# دیسکینزی
دیسکینزی (به انگلیسی: Dyskinesia) یک اختلال حرکتی است که اغلب شامل کندی حرکات ارادی یا حرکات مکرر غیر ارادی مانند تیک‌های عصبی و رقصاک است.
دیسکینزی انواع مختلفی دارد و می‌تواند فقط یک تیک ساده باشد اما گاهی ناشی از یک حاد بوده و در پی یک بیماری یا عوامل زمینه‌ای دیگری بروز پیدا کند.

## انواع
دیسکینزی دارویی
دیستونی حاد، نوعی انقباض عضلانی در اندام‌های مختلف مانند فک‌، زبان، حلق، گلو (لارنگواسپاسم) و دست و پا است. دیسکینزی دارویی‌‌، بلافاصله پس از ورود داروهای ضدروان‌پریشی به بدن بیمار‌ به‌خصوص داروهای قدیمی نسل اول مانند هالوپریدول و فلوفنازین، رخ می‌دهد. این نوع دیسکینزی،ممکن است زمینه ی ابتلا بیماری‌های عصبی مانند بیماری پارکینسون، اختلالات روانی مانند روان‌پریشی و اختلال خلقی را فراهم کند.
دیسکینزی مزمن یا تاخیری
دیسکینزی تاخیری یا مزمن یا نشانگان حرکت‌پریشی دیررس (Tardive Dyskinesia) به حرکات مکرر غیر ارادی دائمی و یک‌شکل گفته می‌شود که به‌علت مصرف درازمدت داروهای بلوک‌کننده گیرنده دوپامین (DRA) مانند هالوپریدول و آموکساپین، بروز پیدا می‌کند. علائم این بیماری می‌تواند شامل دیستونی، پرش‌های عضلانی یا میوکلونوس (Myoclonus)، حرکات غیرارادی عضلات صورت، دهان، زبان، لب‌ها، لرزش یا ترمور، تیک عصبی، و بی‌قراری و نیاز به حرکت دائمی باشد. تمامی علائم در یک بیمار ممکن است دیده نشوند. علت این‌که به این بیماری عنوان تاخیری داده می‌شود این است که معمولاً بلافاصله پس از مصرف دارو رخ نمی‌دهد و حتی با قطع داروی مقصر نیز معمولاً ادامه می یابد (و گاهی حتی تشدید می‌شود). این برخلاف دیستونی حاد و بی‌قراری حرکتی است که با مصرف همین داروها رخ می‌دهند ولی معمولاً در عرض چند ساعت یا چند روز از شروع مصرف این داروها بروز پیدا کرده و در عرض چند ساعت یا چند روز از بین می‌روند.

## درمان
درمان دیسکینزی به عامل ایجادکننده مرتبط است اصولاً در دیسکینزی‌های دارویی حاد با قطع دارو علائم از بین می‌روند ولی دیسکینزی دارویی تاخیری به‌‌سختی به درمان پاسخ مناسب می‌دهد؛ بنابراین بهترین کار این است که تا حد ممکن از مصرف داروهای مقصر اجتناب شود و در صورت لزوم با حداقل دوز و حداقل مدت ممکن مصرف شوند، و حتی‌المقدور داروهای آتیپیک ترجیح داده شوند.
داروهایی که ممکن است در درمان این بیماری به‌کار روند، عبارت‌اند از:
والپروات سدیم (Valproate Sodium)، کلونازپام (Clonazepam)، گاباپنتین (Gabapentine)، لاموتریژین (Lamotrigine )، خود داروهای داروهای ضدروان‌پریشی ولی از نوع آتیپیک (نظیر کلوزاپین و کوئتیاپین یا سروکوئل)، تترابنازین (Tetrabenazine یا Revocon) و تارویل (Tarvil)